# Sgt. Pepper’s Lonely Hearts Club Band (песня)
Sgt. Pepper’s Lonely Hearts Club Band (рус. Оркестр клуба одиноких сердец сержанта Пеппера) — заглавная песня одноимённого альбома группы The Beatles. Фактически выполняет функцию увертюры и знакомит слушателей с вымышленным «Оркестром сержанта Пеппера» и его лидером Билли Ширзом. Сразу же после того, как называется это имя, начинается следующая песня с вокалом Ринго Старра, что позволяет предположить, что он и есть Билли Ширз. Иного мнения придерживаются сторонники легенды о смерти Пола Маккартни.

## История создания
В ноябре 1966 года, возвращаясь в Англию из отпуска, Маккартни придумывал идею песни, в которой будет отображена вся идея альбома — каждый битл — своего рода актёр, играющий свою определённую роль в «Оркестре Клуба одиноких сердец сержанта Пеппера», весь альбом будет представлять собой своего рода шоу: концерт перед слушателями. Вдохновение пришло к Полу, когда их дорожный менеджер Мэл Эвэнс спросил, что значат буквы «S» и «P» на столовых приборах в самолёте, на что Маккартни ответил: соль (англ. Salt) и перец (англ. Pepper). Этот случай посодействовал появлению понятия Sgt. Pepper’s Lonely Hearts Club Band.
Джон Леннон приписывал идею песни Полу Маккартни, однако официально песня принадлежит авторскому дуэту Леннон/Маккартни.

## Запись песни
Песня была записана в студии Эбби Роуд с продюсером Джорджем Мартином и инженером Джеффом Эмериком. Запись песни началась 1 февраля 1967 года, 6 марта после трех сессий работа была завершена.
На финальную овацию наложен звук аплодисментов, благодаря которому из композиции плавно вытекает следующая — «With a Little Help from My Friends»
Дубли первый (инструментальная версия) и девятый с диалогом доступна в юбилейном переиздании альбома.

## Участники записи
- Джон Леннон — вокал, бэк-вокал, ритм-гитара
- Пол Маккартни — вокал, бас-гитара
- Джордж Харрисон — бэк-вокал, гитара
- Ринго Старр — барабаны

В записи песни принимали участие неизвестные сессионные музыканты, которые играли на валторнах.

## Реприза
Sgt. Pepper’s Lonely Hearts Club Band (Reprise) — реприза песни «Sgt. Pepper’s Lonely Hearts Club Band» отличается от оригинала более быстрым темпом, отсутствием духовых инструментов и длиной (это одна из самых коротких песен, попадавших на альбомы The Beatles). Идея поместить в конце альбома репризу заглавной композиции принадлежала личному ассистенту группы Нилу Аспиналлу, который счёл, что если была приветственная песня, то должна быть и прощальная. В самом начале песни Маккартни считает «One, two, three, four!» Между «Two» и «Three» отчётливо слышно слово «Bye», произнесённое Ленноном.

### Запись песни
Запись началась 1 апреля 1967 года.
Было записано девять дублей; неиспользованный дубль пять, был включён в Anthology 2 в 1996 году, а также дубль восемь с диалогом в юбилейном переиздании альбома.
Каждый битл играл на своём обычном инструменте, как группа, — возможно, это единственный подобный случай на альбоме. Пол МакКартни спел партию ведущего вокала, а Джордж Мартин присоединился к ним на органе. Пол МакКартни, Джон Леннон и Джордж Харрисон наложили свои голоса на третью дорожку девятого дубля, а маракасы и бубен были добавлены на четвёртую дорожку.
Sgt Pepper’s Lonely Hearts Club Band (Reprise) была единственной песней на Sgt Pepper, для которой не был сделан промежуточный микс; четыре дорожки заполнили изначальными инструментами, добавили наложения, затем она была готова к сведению для альбома.
Во время этой сессии было сделано девять моно-миксов девятого дубля, последний из которых был использован на альбоме. К вокалу применили искусственный дабл-трекинг и добавили немного шума толпы, подготовленного 6 марта 1967 года.
В конце песни звучит ранее записанный Джорджем Мартином звук аплодисментов, благодаря которому прямо из этой композиции плавно вытекает следующая — «A Day in the Life».

### Участники записи
- Джон Леннон — бэк-вокал
- Пол Маккартни — вокал, бас-гитара
- Джордж Харрисон — бэк-вокал, гитара
- Ринго Старр — вокал, барабаны, маракасы, тамбурин